# 女人禁制
女人禁制是指宗教祭祀場所如廟宇、佛寺、神社、祠堂、神廟等禁止女性進入，限定男性修行、參拜、祭祀的習俗。和女人結界同義。若禁制被解除則稱作女人解禁。禁制期間有因女性月經的關係，在特定期間的禁制。也有是特定儀式進行時的禁制，亦有些是恆常、永續的禁制。

## 由來
由於女性有月經，世界上不少文化認為女性是不潔，因此禁止她們進入特定祭祀場所或禁止參與特定儀式。
一般認為，靈山等聖域的女人禁制主要源自修驗道的傳統。修驗道是佛教（主要是密教）和日本古來的神道等習合而來，在佛教的影響下，禁止女性入山。

## 女人禁制場所

### 日本

#### 山・靈場
佛教・山修驗道系
- 富士山 - 江戶時代後期解禁。
- 立山 - 明治5年（1872年）解禁。
- 白山 - 明治5年（1872年）解禁。
- 比叡山 - 明治5年（1872年）解禁。
- 御嶽山 - 明治10年（1877年）解禁。
- 高野山 - 明治37年（1904年）解禁。
- 出羽三山 - 平成9年（1997年）解禁。
- 石鎚山（愛媛縣） - 僅在7月1日女人禁制。
- 大峰山山上岳（奈良縣） - 全山女人禁制。
- 後山（道仙寺奧之院）（岡山縣） - 後山中腹的母御堂至奧之院的行者道女人禁制。
- 蓼科山 - 高皇產靈尊鎮座山頂，女性禁止登頂[1]。

神道系
- 沖之島 - 男性登島時亦需精進潔齋。

#### 神道系祭典
- 田名部祭（青森縣陸奧市） - 基本上女人禁制，禁止登上山車。
- 竿燈（秋田市）
- 祇園祭（京都市）的山鉾 - 巡行的長刀鉾等女人禁制。
- 博多祇園山笠（福岡縣） - 女人禁制，但是小學生以下的女孩若以男孩裝扮則被認可。
- 岸和田地車祭 - 女性禁止登上地車。

### 印度
- 萨巴里马拉神庙（英语：Sabarimala Temple）

### 希腊
- 亞陀斯山

## 脚注
1. ↑  『佐久口碑伝説集北佐久編限定復刻版』発行者長野県佐久市教育委員会 全４３４頁中８３頁昭和５３年１１月１５日発行

## 關連項目
- 禁忌

## 外部連結
- 月經來不能拜拜 印度女性爭祭祀權 （页面存档备份，存于）
- 传统民俗：月经女性禁止参与传统祭祀(图)